# 新福寺町
新福寺町（しんぷくじちょう）は、愛知県名古屋市西区の地名。現行行政地名は新福寺町1丁目及び新福寺町2丁目。住居表示未実施。

## 地理
名古屋市西区中央部に位置する。東は名塚町・大金町、西は上堀越町、南は笹塚町、北は堀越町に接する。

## 歴史

### 町名の由来
かつて地内に所在した天台宗稲生山新福寺（もしくは真福寺）に由来する。

### 沿革
- 1889年（明治22年）10月1日 - 西春日井郡新福寺村が合併に伴い、同郡庄内村大字新福寺となる[8]。
- 1926年（大正15年）4月1日 - 町制施行に伴い、庄内町大字新福寺となる[8]。
- 1937年（昭和12年）3月1日 - 合併に伴い、名古屋市西区新福寺町となる[8]。
- 1939年（昭和14年）2月10日 - 一部が笠取町に編入される[8]。
- 1947年（昭和22年）7月10日 - 一部が万代町に編入される[9]。
- 1959年（昭和34年）9月1日 - 堀越町の一部を編入する[8]。また一部が笠取町・鳥見町[8]・笹塚町・東岸町[10]に編入される。

## 世帯数と人口
2019年（平成31年）2月1日現在の世帯数と人口は以下の通りである。
| 町丁     | 世帯数  | 人口  |
| -------- | ------- | ----- |
| 新福寺町 | 261世帯 | 518人 |

## 学区
市立小・中学校に通う場合、学校等は以下の通りとなる。また、公立高等学校に通う場合の学区は以下の通りとなる。
| 番・番地等 | 小学校               | 中学校               | 高等学校 |
| ---------- | -------------------- | -------------------- | -------- |
| 全域       | 名古屋市立庄内小学校 | 名古屋市立名塚中学校 | 尾張学区 |

## 施設
- 名古屋市立名塚中学校（名塚地域スポーツセンター）[6]

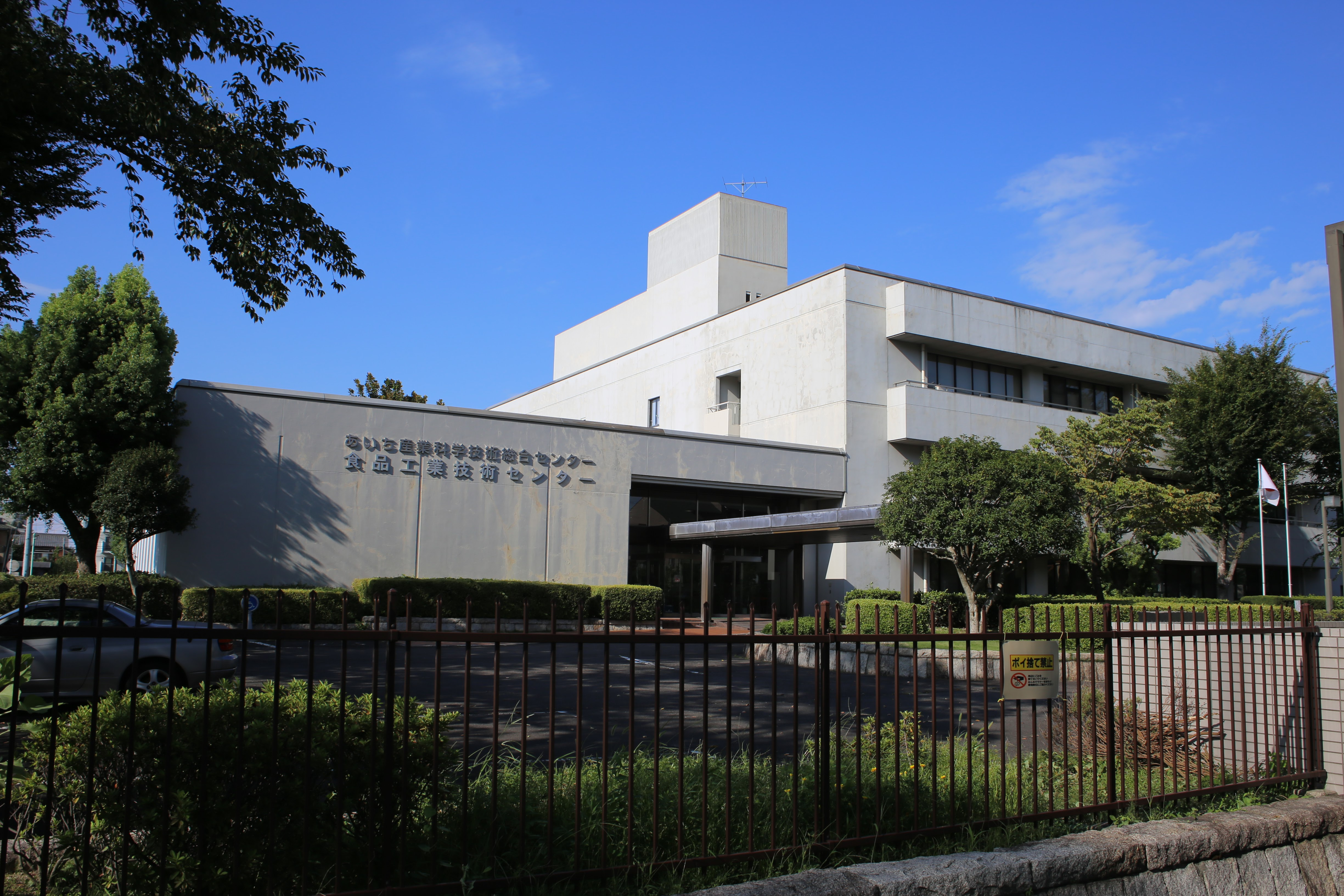
愛知県食品工業試験所
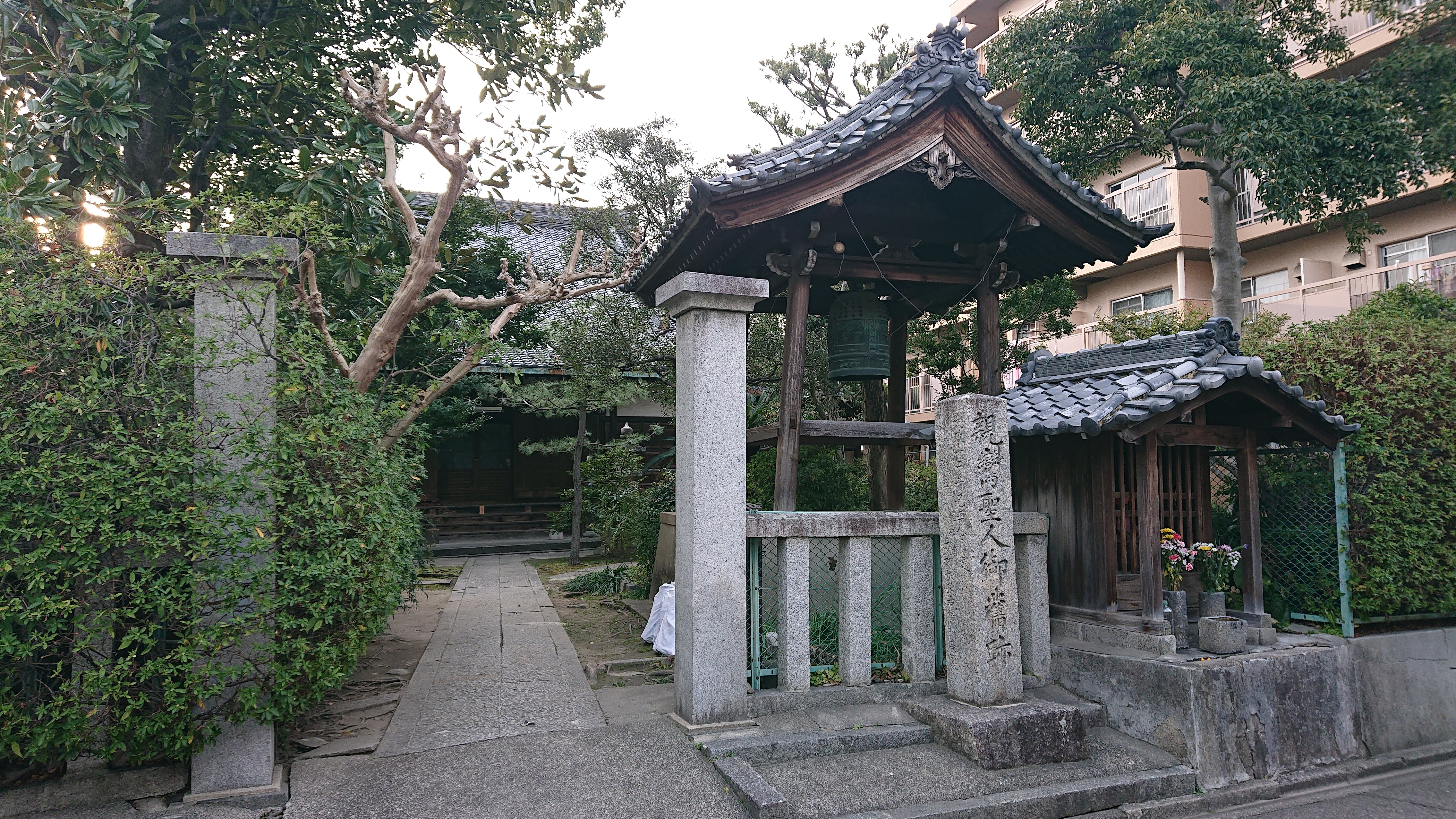
円福寺
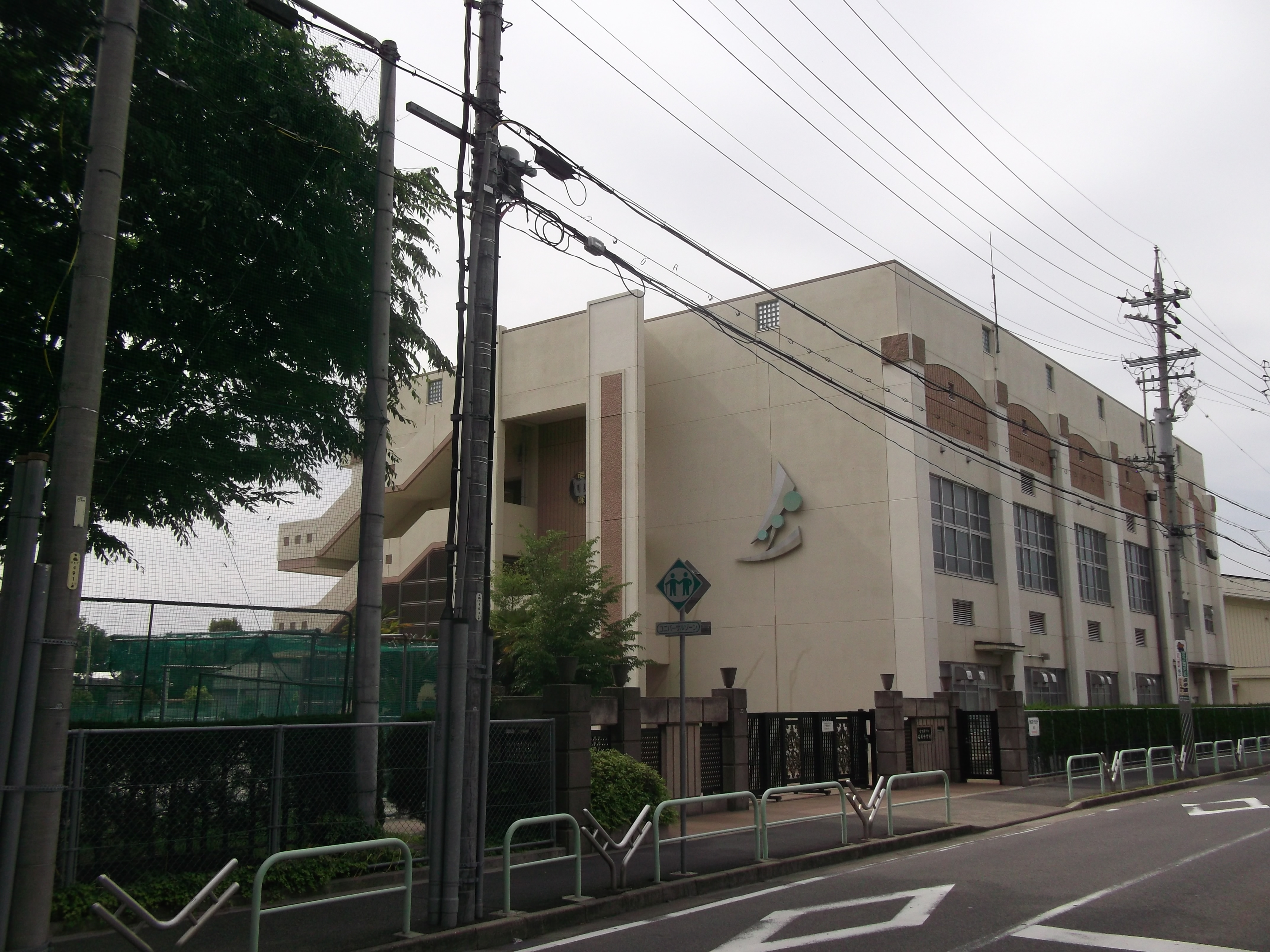
名古屋市立名塚中学校
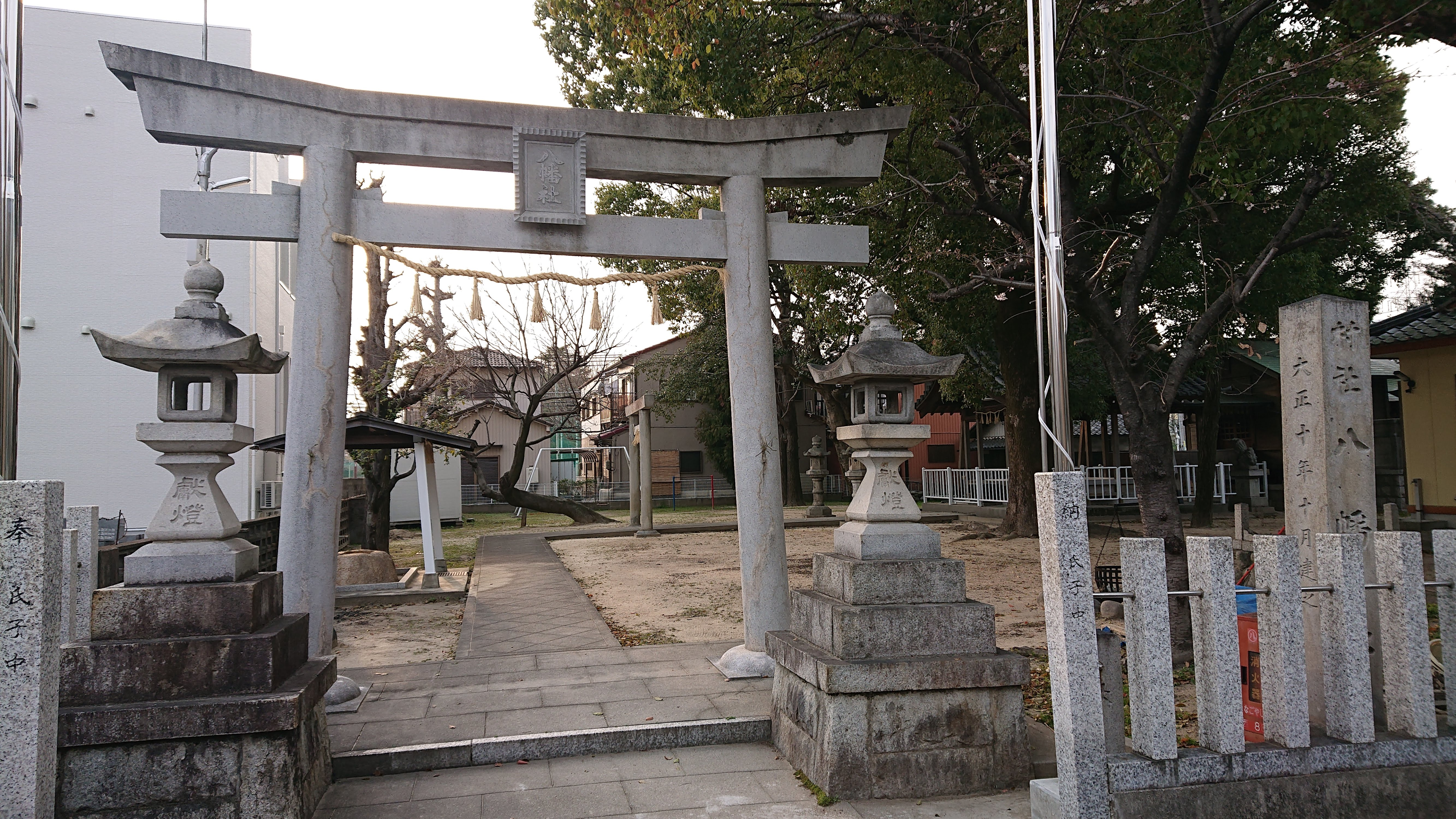
八幡社

1961年（昭和36年）、愛知県内の食品業界による要望により同県が設立した機関で、加工食品の研究および指導を行う。
- 新福寺公園[6]
- 中央化学[6]
- 愛知小型運輸[6]
- 神明社[6]
- 真宗高田派円福寺[6]
- 名古屋市立庄内小学校
- 名古屋市北部療育センター

- 愛知県食品工業試験所
- 円福寺
- 名古屋市立名塚中学校
- 八幡社

## その他

### 日本郵便
- 郵便番号 : 451-0083[3]（集配局：名古屋西郵便局[14]）。